# Saint-Pamphile
| Saint-Pamphile                 |                        |
|                                |                        |
| Coordenadas: 46°58' N 69°47'W  |                        |
| Província                      | Quebec                 |
| Região administrativa          | Chaudière-Appalaches   |
| Incorporado em                 | 21 de janeiro 1888     |
| Prefeito                       | Réal Laverdière        |
|                                |                        |
| Área                           |                        |
| - Cidade                       | 136,8 km², 52,8 mi²    |
| Fuso horário                   | UTC -5                 |
| População (2006)               |                        |
| - Cidade                       | 2.804                  |
| - Densidade                    | 20 hab/km², 53 hab/mi² |
| Website: www.saintpamphile.ca/ |                        |

Sainte-Sabine é um município canadense do conselho municipal regional de L'Islet, Quebec, localizado na região administrativa de Chaudière-Appalaches. Em sua área de pouco mais de 136 km², habitam cerca de duas mil e oitocentas pessoas.